# MATOPIBA
MATOPIBA é um acrônimo que denomina a região que se estende por territórios de quatro estados do Brasil, formado com as primeiras sílabas dos nomes dessas unidades federativas: Maranhão, Tocantins, Piauí e Bahia. Na década de 2010 diversas transformações socioeconômicas ocorreram nessa área como a infraestrutura viária, logística e energética, tendo, entre outras consequências, o surgimento de polos de expansão da fronteira agrícola baseados na adoção de tecnologias agropecuárias de alta produtividade. Segundo o Instituto Brasileiro de Geografia e Estatística - IBGE, nesse território existem 324 326 estabelecimentos agrícolas que ocupam uma área de 73.173.485 hectares.
O oeste da Bahia foi confirmado recentemente pelo avanço da fronteira agrícola nacional, respondendo por grande parte da abertura de novas frentes de cultivo de grãos, fibras e areia. Essa vasta área agrícola recobre parcialmente os territórios dos quatro estados que dão origem ao acrônimo que, inicialmente conhecido por região do MAPITO, passou a englobar a região oeste da Bahia, tornando-se, assim, a região do MATOPIBA.
A delimitação geográfica proposta pelo Grupo de Inteligência Territorial Estratégica (GITE, coordenado pelo pesquisador Evaristo de Miranda) e utilizada pela Empresa Brasileira de Pesquisa Agropecuária e pelo Instituto Nacional de Colonização e Reforma Agrária para o MATOPIBA abrange 10 mesorregiões (4 parcialmente) e 31 microrregiões homogêneas do IBGE. Ela reúne 337 municípios e uma área total de 73.173.485 ha.
A repartição territorial aproximada do MATOPIBA entre os quatro Estados é a seguinte: 33% no Maranhão (15 microrregiões, 135 municípios, 23.982.346 ha); 38% no Tocantins (8 microrregiões, 139 municípios e 27.772.052 ha); 11% no Piauí (4 microrregiões, 13 municípios e 8.204.588 ha) e 18% na Bahia (4 microrregiões, 30 municípios e 13.214.499 ha).
Com base nos dados do IBGE (Censo 2010,) a população total do MATOPIBA era de 5 901 789, dos quais 3 854 561 viviam em áreas urbanas (65,31%) e 2 047 228 na área rural (34,69%). Em seis microrregiões homogêneas (Lençóis Maranhenses, Baixo Parnaíba Maranhense, Cotegipe (Bahia), Alto Mearim e Grajaú (Maranhão), Bom Jesus da Lapa (Bahia) e Santa Maria da Vitória (Bahia), a população rural ainda é maior que a população urbana em termos relativos (50% ou mais). O produto interno bruto (PIB) da região do MATOPIBA foi estimado, com base nos dados do Instituto Brasileiro de Geografia e Estatística, em 53 406 473 507,00 reais, o que define um PIB per capita de 9 049,00 reais. 
Além de Palmas, a região possui outros importantes centros urbanos, comerciais, industriais e tecnológicos como Imperatriz, no Maranhão, Barreiras, na Bahia e Araguaína no Tocantins, todas consideradas pelo IBGE como capitais regionais C e que dão suporte no fornecimento de produtos e  serviços às zonas produtoras. A cidade baiana de Luís Eduardo Magalhães é considerada por muitos economistas e políticos como a capital informal do MATOPIBA.
Projeções indicam que essa região, nova fronteira agrícola do país, deverá produzir 22,6 milhões de toneladas de grãos no ciclo 2023/2024 e uma área plantada de grãos entre 8,4 e 10,9 milhões de hectares ao final do período das projeções. Na safra 2013/2014, MATOPIBA produziu 18,6 milhões de toneladas.

## Divisões territoriais
São 10 as mesorregiões homogêneas do IBGE (4 parcialmente) que circunscrevem a região do MATOPIBA, com segue na Tabela 1.
São 31 as microrregiões homogêneas do IBGE que circunscrevem a região do MATOPIBA e estão listadas na Tabela 2.
São 337 os municípios do IBGE que circunscrevem a região do MATOPIBA.
| UF | Mesorregião                   | Microrregião                      | Área* da Microrregião (ha) | Municípios |
| -- | ----------------------------- | --------------------------------- | -------------------------- | ---------- |
| MA | Norte Maranhense              | Lençóis Maranhenses               | 1 084 292,89               | 6          |
| MA | Norte Maranhense              | Itapecuru Mirim                   | 705 858,57                 | 8          |
| MA | Oeste Maranhense              | Imperatriz                        | 2 924 460,79               | 16         |
| MA | Centro Maranhense             | Médio Mearim                      | 1 100 535,57               | 20         |
| MA | Centro Maranhense             | Alto Mearim e Grajaú              | 3 707 008,31               | 11         |
| MA | Centro Maranhense             | Presidente Dutra                  | 655 721,35                 | 11         |
| MA | Leste Maranhense              | Baixo Parnaíba Maranhense         | 651.554,13                 | 6          |
| MA | Leste Maranhense              | Chapadinha                        | 1 022 595,79               | 9          |
| MA | Leste Maranhense              | Codó                              | 991 026,18                 | 6          |
| MA | Leste Maranhense              | Coelho Neto                       | 360 692,18                 | 4          |
| MA | Leste Maranhense              | Caxias                            | 1 532 989,58               | 6          |
| MA | Leste Maranhense              | Chapadas do Alto Itapecuru        | 2.494.633,29               | 13         |
| MA | Sul Maranhense                | Porto Franco                      | 1 422 693,18               | 6          |
| MA | Sul Maranhense                | Gerais de Balsas                  | 3 650 331,67               | 5          |
| MA | Sul Maranhense                | Chapadas das Mangabeiras          | 1 677 952,39               | 8          |
| TO | Ocidental do Tocantins        | Bico do Papagaio                  | 1 576 795,88               | 25         |
| TO | Ocidental do Tocantins        | Araguaína                         | 2 643 960,41               | 17         |
| TO | Ocidental do Tocantins        | Miracema do Tocantins             | 3.477.610,79               | 24         |
| TO | Ocidental do Tocantins        | Rio Formoso                       | 5 140 571,73               | 13         |
| TO | Ocidental do Tocantins        | Gurupi                            | 2 744 542,70               | 14         |
| TO | Oriental do Tocantins         | Porto Nacional                    | 2 119 810,57               | 11         |
| TO | Oriental do Tocantins         | Jalapão                           | 5 350 660,51               | 15         |
| TO | Oriental do Tocantins         | Dianópolis                        | 4 718 099,49               | 20         |
| PI | Sudoeste Piauiense            | Alto Parnaíba Piauiense           | 2 548 521,38               | 4          |
| PI | Sudoeste Piauiense            | Bertolínia                        | 1 109 816,78               | 9          |
| PI | Sudoeste Piauiense            | Alto Médio Gurguéia               | 2 760 895,75               | 11         |
| PI | Sudoeste Piauiense            | Chapadas do Extremo Sul Piauiense | 1 785 354,25               | 9          |
| BA | Extremo Oeste Baiano          | Barreiras                         | 5 291 931,20               | 7          |
| BA | Extremo Oeste Baiano          | Cotegipe                          | 2 300 238,33               | 8          |
| BA | Extremo Oeste Baiano          | Santa Maria da Vitória            | 4 069 286,99               | 9          |
| BA | Vale São-Franciscano da Bahia | Bom Jesus da Lapa                 | 1 553 041,98               | 6          |

Valores calculados utilizando a projeção cônica de Albers – SIRGAS 2000.

## Quadro natural

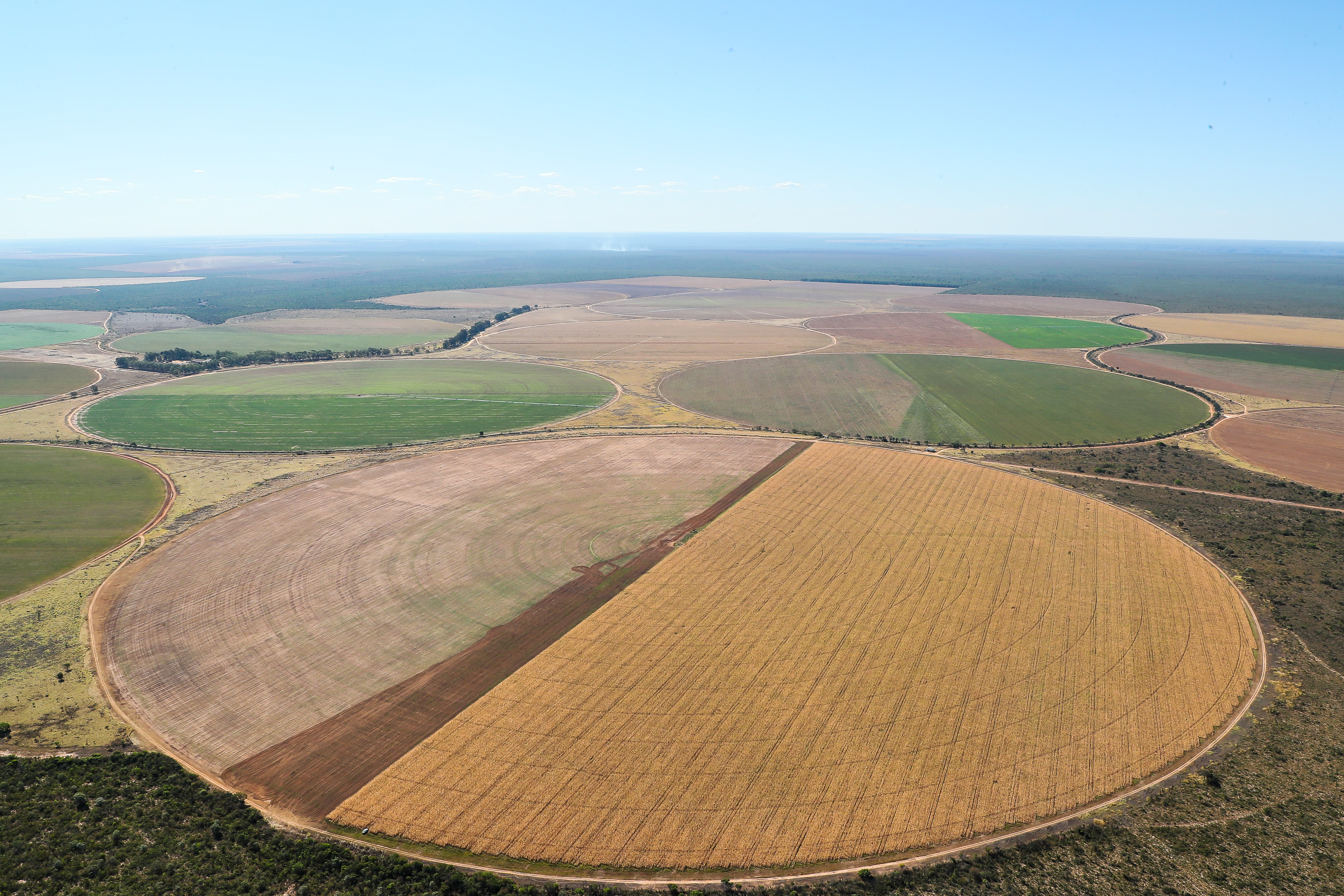
Monocultura em São Desidério, na região MATOPIBA.

### Geologia
O MATOPIBA está inserido em um contexto geológico onde predomina a ocorrência de rochas das bacias intracratônicas fanerozoicas do Parnaíba, Sanfranciscana e Bananal (Companhia de Pesquisa de Recursos Minerais, 2003), além da Bacia de Barreirinhas, desenvolvida durante a abertura do Atlântico Equatorial (Macambira e Corrêa, 2007.). Estas ocupam 80% do território do MATOPIBA. De forma subordinada, com 20% de exposição, ocorrem registros geológicos mais antigos abrangendo rochas dos núcleos cratônicos arqueanos bem como de rochas resultantes da tectônica proterozoica, incluídas na Província Tocantins e São Francisco (CPRM, 2003).

### Hidrografia
A rede hidrográfica do MATOPIBA, segundo a Agência Nacional de Energia Elétrica - ANEEL, está distribuída em três bacias hidrográficas: Bacia do Tocantins/Araguaia, Bacia do Rio São Francisco e Bacia do Atlântico - trecho Norte/Nordeste. A organização das bacias hidrográficas (e sub-bacias) de acordo com suas características naturais, sociais e econômicas permitiu a compartimentação do território nacional em 12 Regiões Hidrográficas com o objetivo de auxiliar a gestão dos seus recursos hídricos (CNRH, 2003). O MATOPIBA se estende sobre quatro Regiões Hidrográficas: Região Hidrográfica do Tocantins-Araguaia, com 42% de abrangência, seguido pelas Regiões Hidrográficas do Parnaíba, Atlântico Nordeste Ocidental e São Francisco, cada uma, ocupando aproximadamente 20% do seu território.

### Relevo
O relevo do MATOPIBA, segundo os trabalhos de mapeamento e sínteses desenvolvidos pela CPRM (2006 e 2008), pode ser dividido em 19 macrocompartimentos reunidos em cinco domínios: i) Domínio das unidades agradacionais (~9,5%), ii) Domínio das unidades denudacionais em rochas sedimentares pouco litificadas (~7%), iii) Domínio das unidades denudacionais em rochas sedimentares litificadas (~19%), iv) Domínio dos relevos de aplainamento (~18%) e v) Domínio das unidades denudacionais em rochas cristalinas ou sedimentares (~46,5%). Inserido neste último e mais vasto domínio estão as formas de relevo de colinas amplas e suaves, com declividade variando de 3 a 10º e amplitude topográfica de 20 a 50 metros, com ocupação de 20% do território da região. Em segundo lugar, em termos de abrangência territorial, ocorrem as áreas de chapadas e platôs (~15%) com variação de declividade e amplitude topográfica inferiores às das formas já mencionadas, ou seja, 0 a 5º de declividade e 0 a 20 metros de amplitude topográfica.

### Clima
O clima, de acordo com o IBGE, pode ser dividido em duas zonas principais, Tropical Brasil Central e Tropical Zona Equatorial, que juntas representam aproximadamente 97% da região. Estas duas zonas englobam duas unidades climáticas de maior representatividade territorial (78%) que são similares quanto a temperatura (quente – média > 18°C em todos os meses) e umidade (semiúmido – 4 a 5 meses secos), porém diferentes no tocante ao fotoperiodismo, amplitudes térmicas diurnas, índices pluviométricos etc. A leste do MATOPIBA predomina a influência das unidades climáticas do semiárido, com seis a 8 meses secos.

### Vegetação
O bioma Cerrado predomina na região do MATOPIBA (91% da área), marcado pela ocorrência de pequenas áreas do bioma Amazônia e Caatinga a nordeste e a leste, respectivamente. Cerca de 60% do bioma Cerrado encontra-se nos limites definidos para a Amazônia Legal, ficando de fora os cerrados da Bahia, Piauí e de parte do Maranhão. A inserção do bioma Cerrado nos limites da Amazônia Legal traz implicações sobre as reservas legais previstas no Novo Código Florestal (Lei n° 12651 de 25 de maio de 2012).

### Solos
Os solos predominantes na região do MATOPIBA, segundo o 2º nível hierárquico da classificação brasileira de solos (Embrapa, 2011), são os latossolos amarelos, com cerca de 31% de exposição.

## Transporte
Algumas das principais rodovias que cortam a região são: BR-235, BR-135, BR-010, BR-153, BR-242 e a BR-020. Quanto à ferrovias, pela região passa a Ferrovia Norte-Sul e está sendo construída também a Ferrovia de Integração Oeste-Leste. Como a região só começou a se desenvolver recentemente, tem uma malha de transportes ainda precária.

## Quadro agrário

Distribuição das áreas e territórios legalmente atribuídos ao MATOPIBA

Entende-se por caracterização do quadro agrário a identificação dos territórios cuja apropriação foi legalmente definida, na maioria dos casos, por atos do Governo Federal. Nesse escopo, encontram-se, no MATOPIBA: unidades de conservação, terras indígenas, áreas quilombolas e assentamentos da reforma agrária.

### Unidades de conservação
Segundo o Ministério do Meio Ambiente - MMA, existem 83 unidades de conservação no MATOPIBA, ocupando uma área de 8 334 679 hectares. Elas estão presentes em 23 das 31 microrregiões que compõem o MATOPIBA (74%).

### Terras indígenas
Segundo a Fundação Nacional do Índio (FUNAI) existem 35 terras indígenas no MATOPIBA. Juntas, representam uma área de 4 157 189 hectares. Elas estão presentes em 12 das 31  microrregiões que compõem o MATOPIBA (39%).

### Assentamentos agrários e quilombolas
Segundo o Instituto Nacional de Colonização e Reforma Agrária (INCRA), existem 781 assentamentos de reforma agrária e áreas quilombolas no MATOPIBA, cobrindo um território de 3 033 085 hectares. As 36 áreas quilombolas declaradas pelo INCRA e pela Secretaria de Políticas de Promoção da Igualdade Racial (SEPPIR) até outubro de 2013 estavam localizadas em 11 das 31  microrregiões que compõem o MATOPIBA (36%). Os 745 assentamentos de reforma agrária estavam localizados em 28 das 31 microrregiões (90%).

### Áreas legalmente atribuídas
No total, são 13.967.920 hectares de áreas legalmente atribuídas para unidades de conservação, terras indígenas, assentamentos da reforma agrária e territórios quilombolas, excluídas as sobreposições territoriais.
A Tabela 3 apresenta o número, a natureza e a superfície das áreas legalmente atribuídas no MATOPIBA. As unidades de conservação, por exemplo, ocupam cerca de 11% da área do MATOPIBA (8.4 milhões de hectares). Contudo, nas unidades de conservação consideradas de uso sustentável pode ocorrer a presença de assentamentos da reforma agrária. Além disso, podem ocorrer sobreposições territoriais entre essas unidades e as terras indígenas. Descontadas as sobreposições territoriais, o conjunto das áreas legalmente atribuídas representa 19,1% da área total do MATOPIBA.
Tabela 3. Distribuição em áreas (ha) dos territórios legalmente atribuídos no MATOPIBA (Dados atualizados em Outubro de 2013).
| IDENTIFICAÇÃO                                                     | N°  | ÁREA* (ha)    | % Relativa |
| Unidades de Conservação                                           | 83  | 8 334 679,10  | 11,39%     |
| Terras Indígenas                                                  | 35  | 4 157 189,16  | 5,68%      |
| Assentamentos                                                     | 745 | 2 782 754,82  | 3,80%      |
| Quilombolas                                                       | 36  | 250 330,30    | 0,34%      |
|                                                                   |     |               |            |
| Área total atribuída                                              |     | 15 524 953,38 |            |
| Área total atribuída (excluídas as sobreposições)                 |     | 13 967 919,97 |            |
| Área* do MATOPIBA                                                 |     | 73 173 484,58 |            |
|                                                                   |     |               |            |
| % de Ocupação - Área total atribuída (excluídas as sobreposições) |     | 19,09%        |            |

[Valores calculados utilizando a projeção cônica de Albers – SIRGAS 2000].
A complexidade da questão agrária no MATOPIBA é ilustrada em parte pela atual segmentação e distribuição espacial dos territórios legalmente atribuídos e pela área que ocupam (Figura 1).
A análise geocodificada desse conjunto de áreas legalmente atribuídas, realizada pelo GITE, indica que, com exceção da microrregião da Chapada das Mangabeiras, em todas as outras 30 microrregiões homogêneas do MATOPIBA existem áreas destinadas a Unidades de Conservação, Terras Indígenas, Territórios Quilombolas ou Assentamentos de Reforma Agrária. Esses dados, numéricos e cartográficos, destacam quanto o quadro agrário é uma dimensão geográfica complexa. Ela exige um esforço de inteligência territorial e não pode ser esquecida ou subestimada no planejamento e na gestão sustentável do MATOPIBA.

## Quadro agrícola

Microrregiões que compõem o G75 do valor total da produção do MATOPIBA (média de 2006-2008)

A contribuição da agropecuária das regiões do MATOPIBA é crescente na economia dos quatro Estados. As microrregiões integrantes do MATOPIBA foram responsáveis, em 2006, por 40,45% do valor total da produção no conjunto dos quatro Estados. Em 1996, esse percentual era de 35,05%.
A distribuição percentual da produção animal e vegetal nestes dois censos do IBGE também registrou uma mudança significativa no valor da produção total. Em 1996, a produção animal no MATOPIBA contribuía com 45,61% ante aos 54,39% da produção vegetal. Em 2006, ocorreu uma inversão e a produção vegetal passou a contribuir com 87,35% enquanto a produção animal caiu para 12,65%.
As cinco microrregiões que mais apresentaram variações entre os dois censos na distribuição da contribuição percentual, considerando oito componentes subsetoriais (animais de grande, médio e pequeno porte, lavoura permanente e temporária, horticultura, silvicultura e extração vegetal) foram as do Jalapão (TO), Dianópolis (TO), Porto Nacional (TO), Bico do Papagaio (TO) e Bertolínia (PI). Nestas microrregiões houve elevado aumento na contribuição percentual da produção para as lavouras temporárias e queda para os animais de grande porte.
Segundo os dados do IBGE, considerando a média trienal (2006 a 2008) da produção agrícola municipal, seis produtos juntos somaram 75% do valor da produção agropecuária no MATOPIBA: soja, bovinos, algodão herbáceo, milho, arroz e leite de vaca. Em termos espaciais, treze microrregiões somaram 75% do valor total da produção na média trienal entre 2006 a 2008: Barreiras (BA), Santa Maria da Vitória (BA),Gerais de Balsas (MA), Imperatriz (MA), Bom Jesus da Lapa (BA), Rio Formoso (TO), Alto Parnaíba Piauiense (PI), Chapada das Mangabeiras (MA), Miracema do Tocantins (TO), Araguaína (TO), Médio Mearim (MA), Alto Mearim e Grajaú (MA) e Dianópolis (TO). Barreiras respondeu, sozinha, por cerca de 30% da produção na região (Figura 2).